# Archipiélago Los Roques
El archipiélago de Los Roques es una dependencia federal que agrupa un conjunto de islas y cayos en las Antillas Menores pertenecientes a Venezuela que poseen una superficie estimada en 40,61 km² y que están ubicados entre el archipiélago Las Aves (al oeste) y la isla La Orchila (al este) a 176 km al norte de la ciudad de Caracas y que representa uno de los principales atractivos turísticos del país, forma parte del territorio insular Francisco de Miranda, es parque nacional y según estimaciones en el año 2014 contaba con 3100 habitantes fijos (siendo la dependencia federal más poblada). 
Tiene una superficie aproximada de 221.120 hectáreas entre espacios marítimos y terrestres, y es considerado el segundo parque marino más grande de América Latina (Parque nacional Archipiélago de Los Roques). Además el archipiélago posee el arrecife coralino más grande del sur del mar Caribe.
Es uno de los pocos atolones ubicados en el mar Caribe.

## Historia

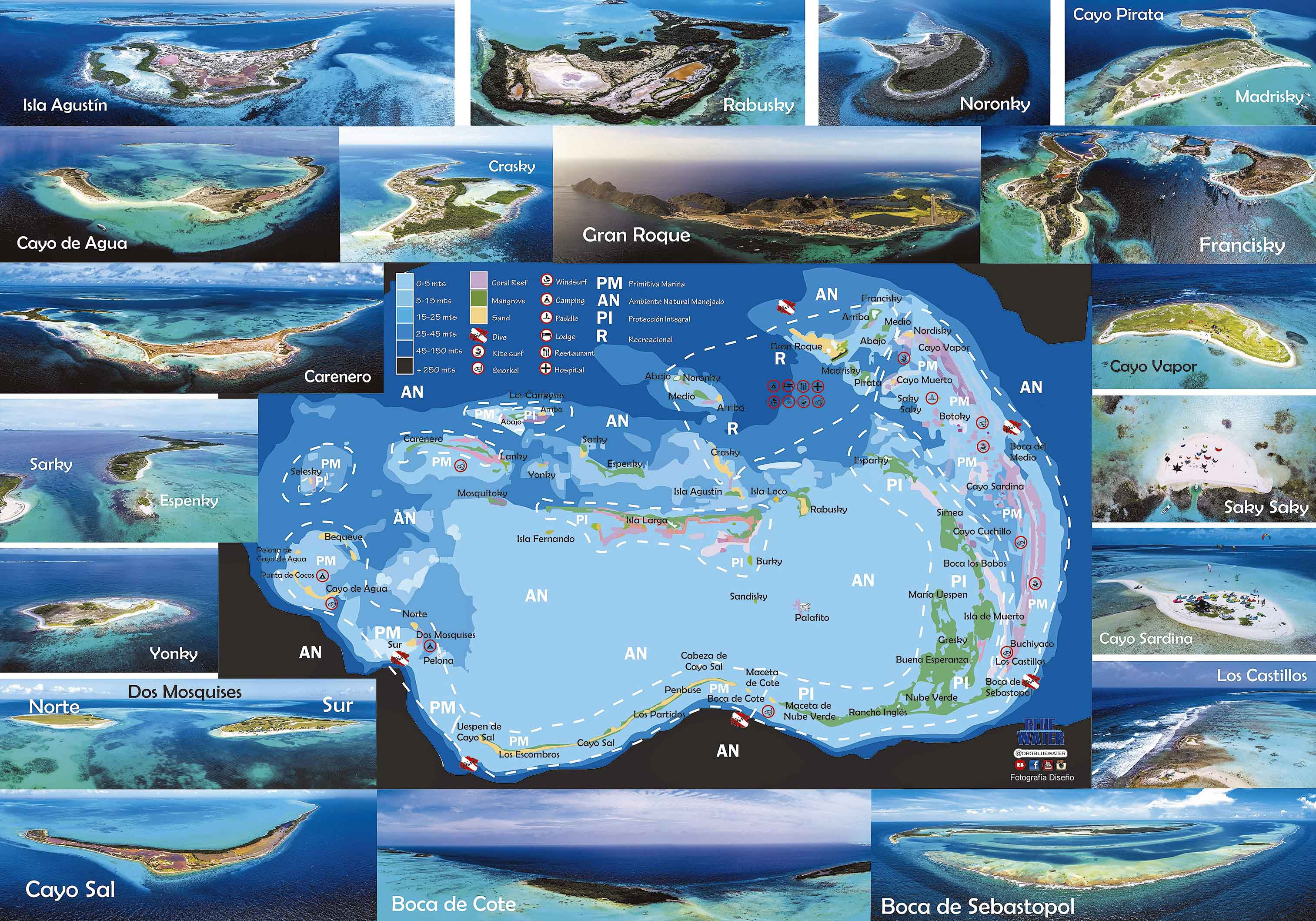
Mapa turístico archipiélago los roques Venezuela

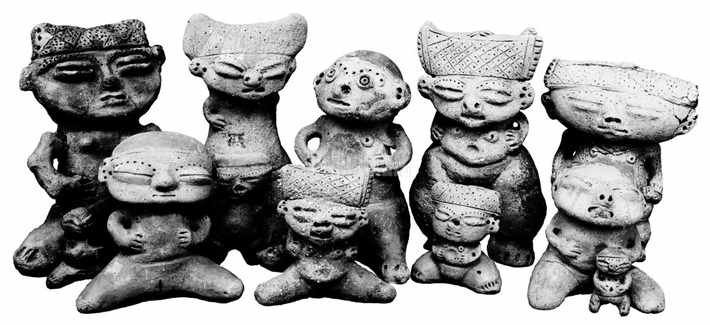
Ídolos esculpidos en cerámica, Archipiélago de Los Roques.

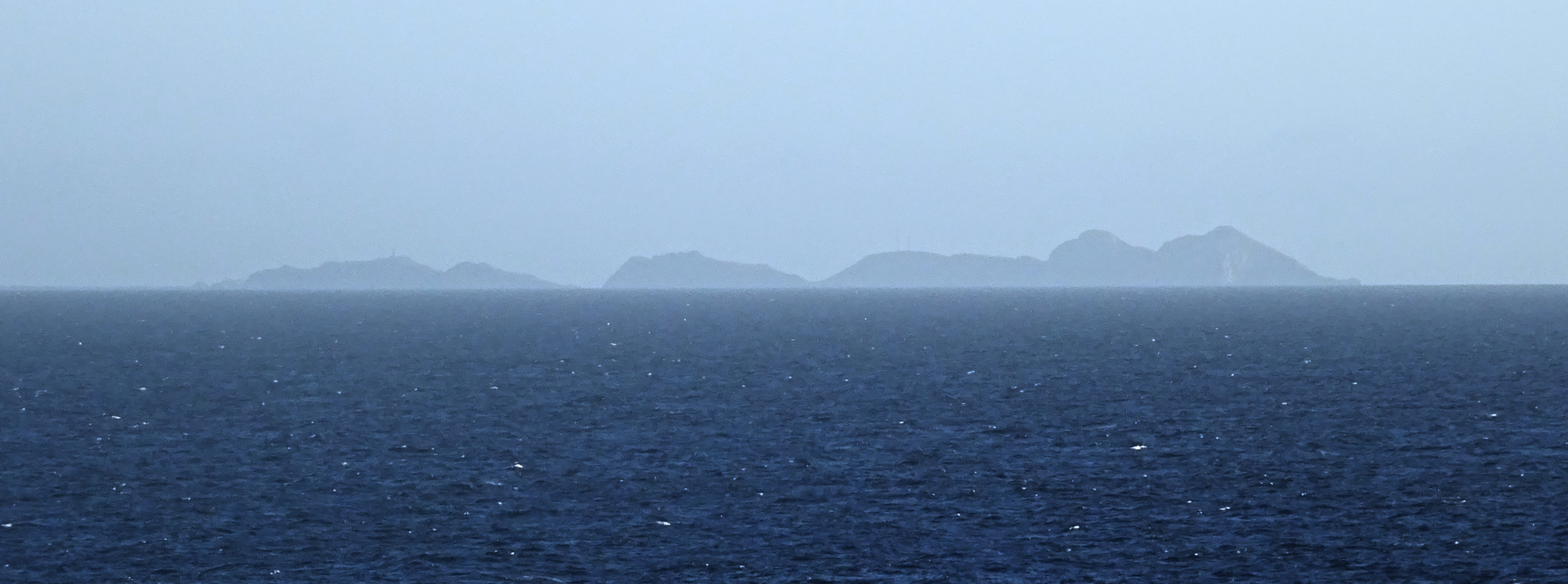
Gran roque

Se cree que el archipiélago aparece en la cartografía de los colonizadores españoles a partir de 1529, siendo reclamadas oficialmente por éstos a partir de 1589 como parte de la provincia de Venezuela.
En el siglo XVIII se establece en las islas la Sociedad Mercantil Real Compañía Guipuzcoana y se le dio nombre a las primeras islas del archipiélago (Gran Roque, Carenero, Cayo Sal, etc) en esa época comenzaron a llegar pescadores temporales y en el siglo XIX se comienza con la explotación de las salinas y el guano.
En 1871 el presidente Antonio Guzmán Blanco integra las islas al llamado archipiélago Colón, división administrativa creada para agrupar parte de los territorios caribeños venezolanos.
Alrededor del año 1886 se tiene referencia de la llegada de habitantes que venían de las cercanas Antillas Neerlandesas, Aruba, Curazao, etc. Que dejaron como legado algunos de los nombres exóticos dados a algunas isla o cayos (por ejemplo Francisquí, Madrisquí, Krasquí, Selesquí). El sufijo "quí" corresponde al término inglés (y de otros idiomas) "key", que significa cayo.
A Comienzos del siglo XX una epidemia de peste bubónica en La Guaira hizo que el gobierno venezolano autorizara la utilización de la isla de Gran Roque como lugar de cuarentena.
A partir del año 1910 empieza a consolidarse el poblado del Gran Roque con familias provenientes de la Isla de Margarita, principalmente pescadores. El 20 de julio de 1938 las islas son integradas a las Dependencias Federales de Venezuela. El 8 de agosto de 1972 el archipiélago es declarado parque nacional, bajo el mandato `presidencial de Rafael Caldera.
Para darle un mayor dinamismo a su administración y fomentar el desarrollo sustentable de las islas el 2 de noviembre de 1990 según el decreto presidencial 1214, se crea la figura de la Autoridad Única de Área de los Roques, que seguiría como parte de las dependencias federales pero con un estatus administrativo especial.
En octubre de 2011 todas las islas del archipiélago Los Roques son integradas al territorio insular Francisco de Miranda según decreto presidencial 8549 del 1 de noviembre de 2011 , publicado en la gaceta oficial n.º 39797 , una subdivisión de las Dependencias Federales con capital en el Gran Roque. 1
En 2012 se aprobó el Reglamento Orgánico de la Jefatura de Gobierno del Territorio Insular de Miranda que establece la organización del gobierno en Los Roques, La Orchila y Las Aves. En 2014 el Territorio junto con los habitantes de los Roques establecieron las Normas de Convivencia Comunal del Territorio Insular Francisco de Miranda en el archipiélago de Los Roques.
En septiembre de 2019 fue inaugurado un nuevo aeropuerto en Los Roques, con una pista ampliada nuevas instalaciones con un Área nacional e internacional, sala de espera y otras estructuras relacionadas.
Entre 2023 y 2024 se realizó una polémica ampliación que duplico el tamaño de la pista del Aeropuerto de Los Roques mediante tierras ganadas al Mar Caribe.El proyecto incluyó la extensión de la pista unos 300 metros usándose para rellenar el área material proveniente de la misma isla Gran Roque. El proyecto fue criticado por organizaciones ambientalistas denunciando un supuesto daño a los manglares. El material utilizado incluiría escombros de viviendas, y rocas de las montañas de la isla Gran Roque.Con estas obras la isla de gran Roque de unos 1,7 kilómetros cuadrados aumento aproximadamente 2,2 hectáreas, casi todas ocupadas por la expansión de la referida pista en una pequeña bahía que existía en el extremo superior de la antigua pista.

## Geografía

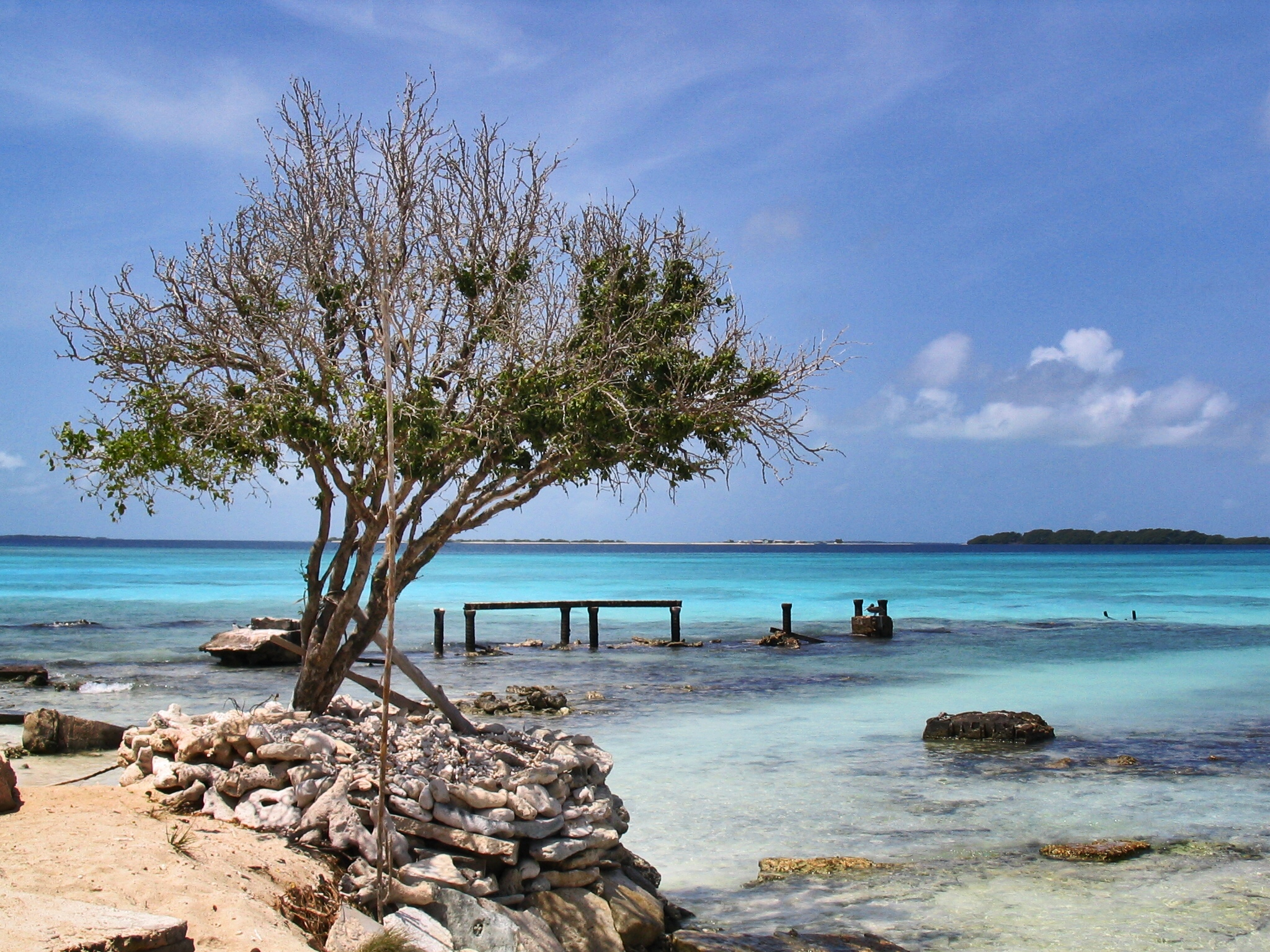
Playa en el archipiélago

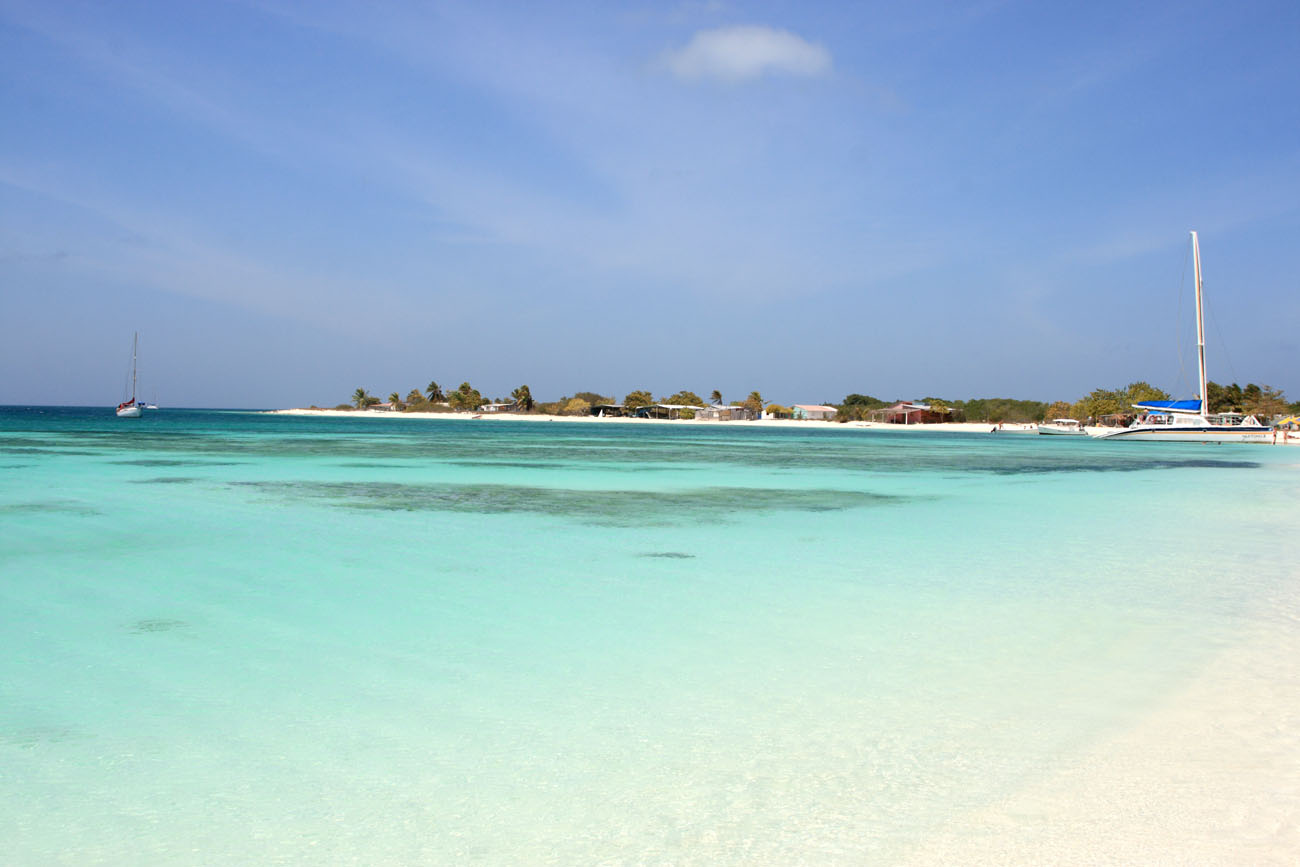
Isla de Crasquí

Los Roques posee una estructura de atolón, poco frecuente en el Caribe pero típica del Océano Pacífico, con dos barreras externas formadas por comunidades coralinas, las cuales protegen al archipiélago de las corrientes fuertes; también, una laguna interna de aguas someras y fondos arenosos. Este parque está constituido por 40,61 km² de superficie, 1500 km² de arrecifes coralinos, 42 cayos de origen coralino que rodean una laguna central de 400 km² y aguas poco profundas, 2 barreras arrecifales (Este de 24 km y Sur de 32 km) y 300 bancos de arena, las islas y cayos van desde una considerable superficie, como Cayo Grande de 15,1 km² de extensión, hasta el Gran Roque que a pesar de ser el más poblado sólo tiene 1,7 km² (170 hectáreas) de extensión.

### Islas integrantes
Los linderos oficiales forman un rectángulo que en su parte central posee un accidente geográfico costero llamado ensenada o Bajo de los Corales, entre las islas y cayos más importantes tenemos:

Cayo Madrisquí

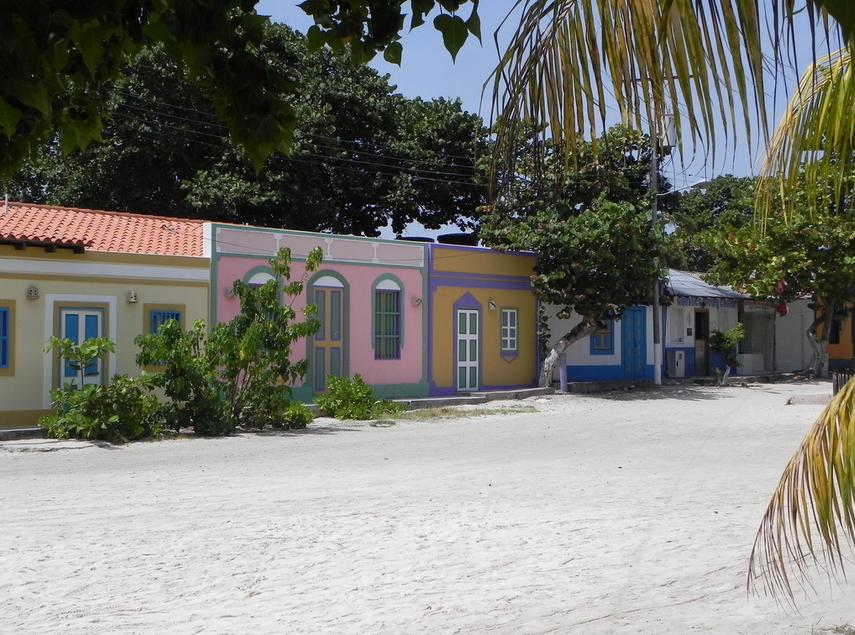
Viviendas en el archipiélago

- Grupo de islas y cayos al norte de la ensenada:
  - Gran Roque
  - Mamusquí
  - Cayos de Francisquí (Arriba, Medio y Bajo)
  - Cayo Nordisquí
  - Cayo Pirata
  - Cayo Muerto
  - Rasquí
  - Madrisquí
  - Cayo Simea
  - Cayo Noronquí
  - Loranquises
  - Cayo Crasquí
  - Isla Agustín (Prestonquí)
  - Isla FrancisquíIsla de Loco (Porquí)[32]
  - Cayo Rabusquí
  - Burquí
  - Cayo Blanca España
  - Cayo Espenquí

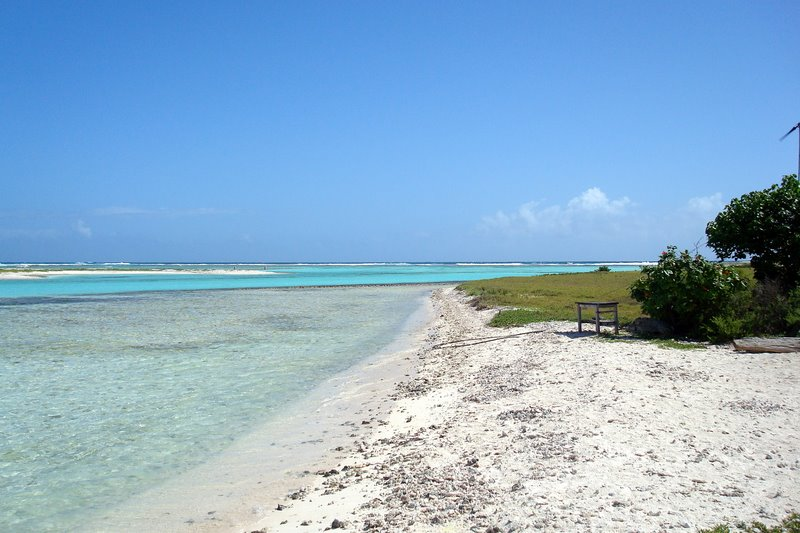
Isla Francisquí

  - Cayo Los Canquises (Abajo, Arriba)
  - Isla Larga o Cayo Lanquí
  - Yonquí
  - Sarquí
  - Cayo Carenero
  - Cayo Felipe[33]
  - Cayo Sardina
  - Purquí
  - PelonaCayo Madrisquí
  - Mosquitoquí

- Grupo de islas y cayos al este de la ensenada:
  - Cayo Cuchillo
  - Cayo La Maceta
  - Bubies (Arriba, Medio y Bajo)
  - Cayo Los Castillos
  - Cayo Ciempiés[34]
  - Isla de Muerto
  - BuchuiyacoViviendas en el archipiélago
  - Cayo Botoquí

- Grupo de islas y cayos al oeste de la ensenada:
  - Cayo Selesquí
  - Cayo Bequevé (Norte y Sur)
  - Cayo de Agua
  - Dos Mosquises (Norte y Sur, Domusquí)
  - Pelona de Cayo de Agua
  - Peloncita

- Grupo de islas y cayos al sur de la ensenada:
  - Cayo Sal
  - Cayo Nube Verde[35]
  - Cayo Grande
  - Sebastopol[36]
  - Maceta de Nube Verde[37]
  - Maceta de Cote o de Sal[38]

- Otros:

Ratas, Francia, Sargo, La Tiñosa, Pepino de Mar, Envenenado, Mosquito, Carbón, Carbonero, Guarura, Boca Grande, Zancudo, Garrapatero, Chipí-Chipí.

### Clima
El clima es cálido y seco, con temperatura anual promedio de 60  °F, en julio y agosto, llega a un máximo de 34 °C, y entre septiembre y enero se presentan lluvias ocasionales, con una Humedad relativa 83% anual.
Las Precipitaciones son 256,6 mm/año; mínima 6,6 mm (abril) y máxima 52,2
mm (noviembre).

### Fauna

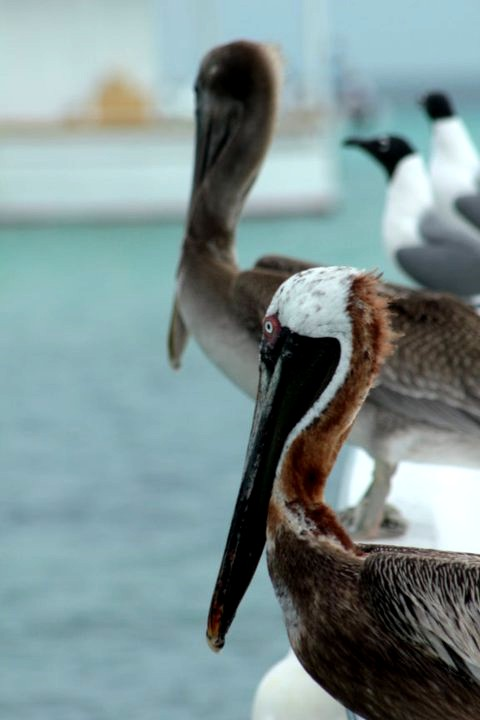
Aves en Los Roques

Debido a las condiciones ambientales extremas y la carencia de agua dulce, los animales terrestres no abundan. La lista se limita a algunas especies de iguanas y lagartijas, arañas e insectos. El murciélago pescador (Noctilio leporinus) es el único mamífero terrestre autóctono.
Es en el agua donde la inmensa riqueza se vuelve evidente: 280 especies de peces, 200 especies de crustáceos, 140 especies de moluscos, 61 especies de corales, 60 especies de esponjas y 45 especies de erizos y estrellas de mar. Abundan los delfines, ballenas, mantarrayas y tortugas.
Los animales más representativos son la tortuga verde (Chelonia mydas), el botuto o caracol reina rosado (Strombus gigas), la langosta espinosa (Panulirus argus), peces típicos de los arrecifes de coral y 92 especies de aves. Los Roques es punto de encuentro de unas 50 especies de aves migratorias de América del Norte. Entre las aves más frecuentes está el pelícano pardo (Pelecanus occidentalis), dos especies de pájaro bobo, el de patas coloradas (Sula sula) y el piquero café (Sula leucogaster) y la gaviota guanaguanare (Larus atricilla). También suelen observarse algunos grupos de flamencos (Phoenicopterus ruber).
En el archipiélago anidan regularmente cuatro tipos de tortugas que están en la lista de especies amenazadas a nivel mundial: tortuga cabezona o caguama (Caretta caretta), tortuga verde o blanca (Chelonia mydas), tortuga laúd o cardón (Dermochelys coriacea) y tortuga carey (Eretmochelys imbricata).
En el Cayo Dos Mosquises se encuentra una Estación de Biología Marina que se dedica a proteger y mantener las distintas tortugas que hacen vida en Los Roques con el propósito de cuidarlas de los depredadores naturales que las acechan en el proceso de desove y, luego de un año son liberadas para preservar estas especies. 

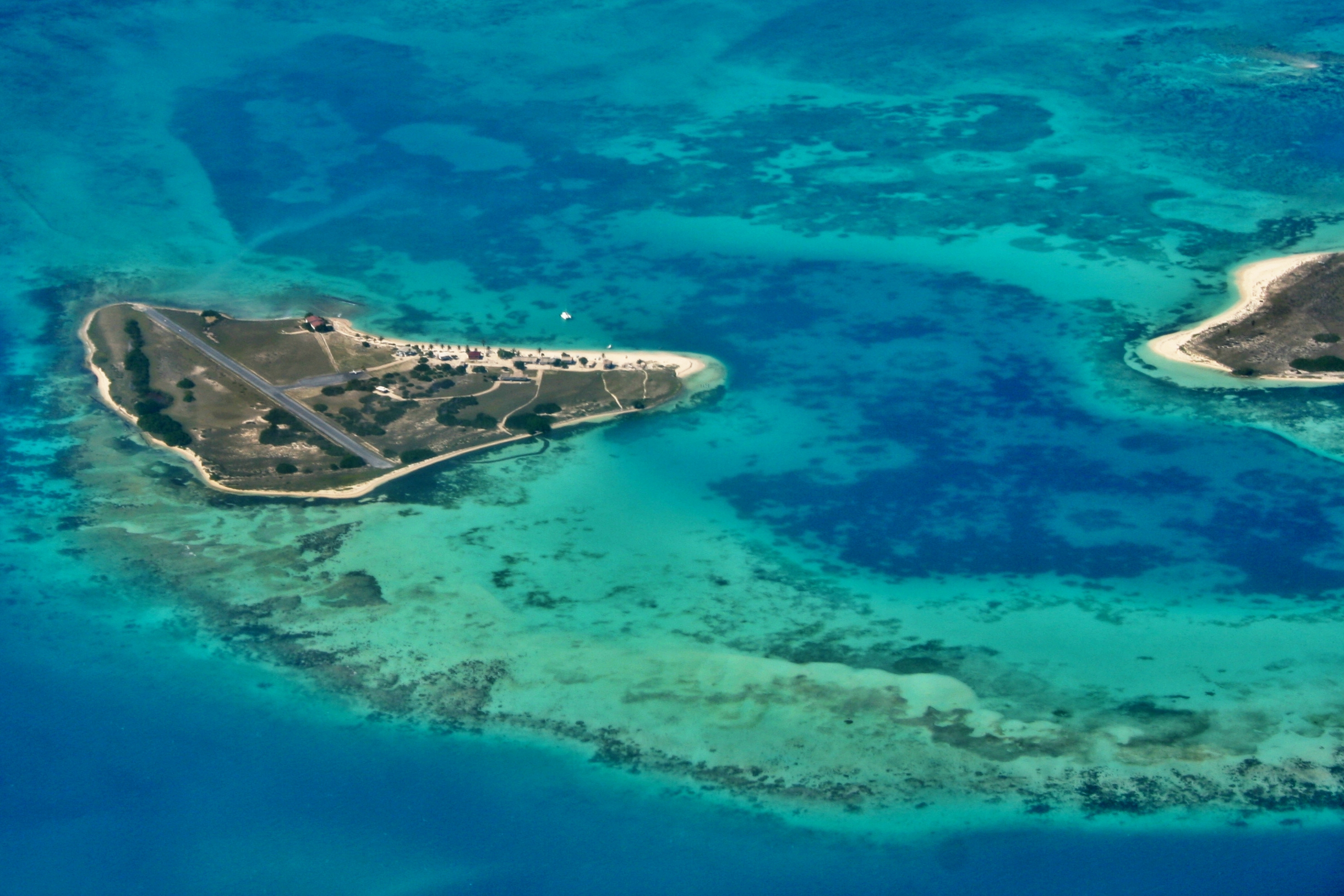
Islas Dos Mosquises

### Flora
Varias especies de mangle (Rhizophora mangle, Avicennia germinans, Laguncularia racemosa y Conocarpus erectus), extensas praderas de fanerógamas marinas (Thalassia testudinum), especies halófitas como hierba de vidrio, verdolaga roja o campanilla de playa (Sesuvium portulacastrum), cactus como la tuna guasábara (Opuntia caribea) y el buche o melón (Melocactus caesius).

### Cuestiones Medioambientales
La expansión de edificaciones no autorizadas y el turismo no regulado constituyen la amenaza ambiental más crítica para el Parque Nacional Archipiélago de Los Roques. Estas prácticas según algunos expertos incumplirían el Plan de Ordenamiento y Reglamento de Uso de las islas, poniendo en riesgo el delicado equilibrio ecológico de este archipiélago, reconocido por albergar arrecifes de coral entre los mejor preservados del Caribe.

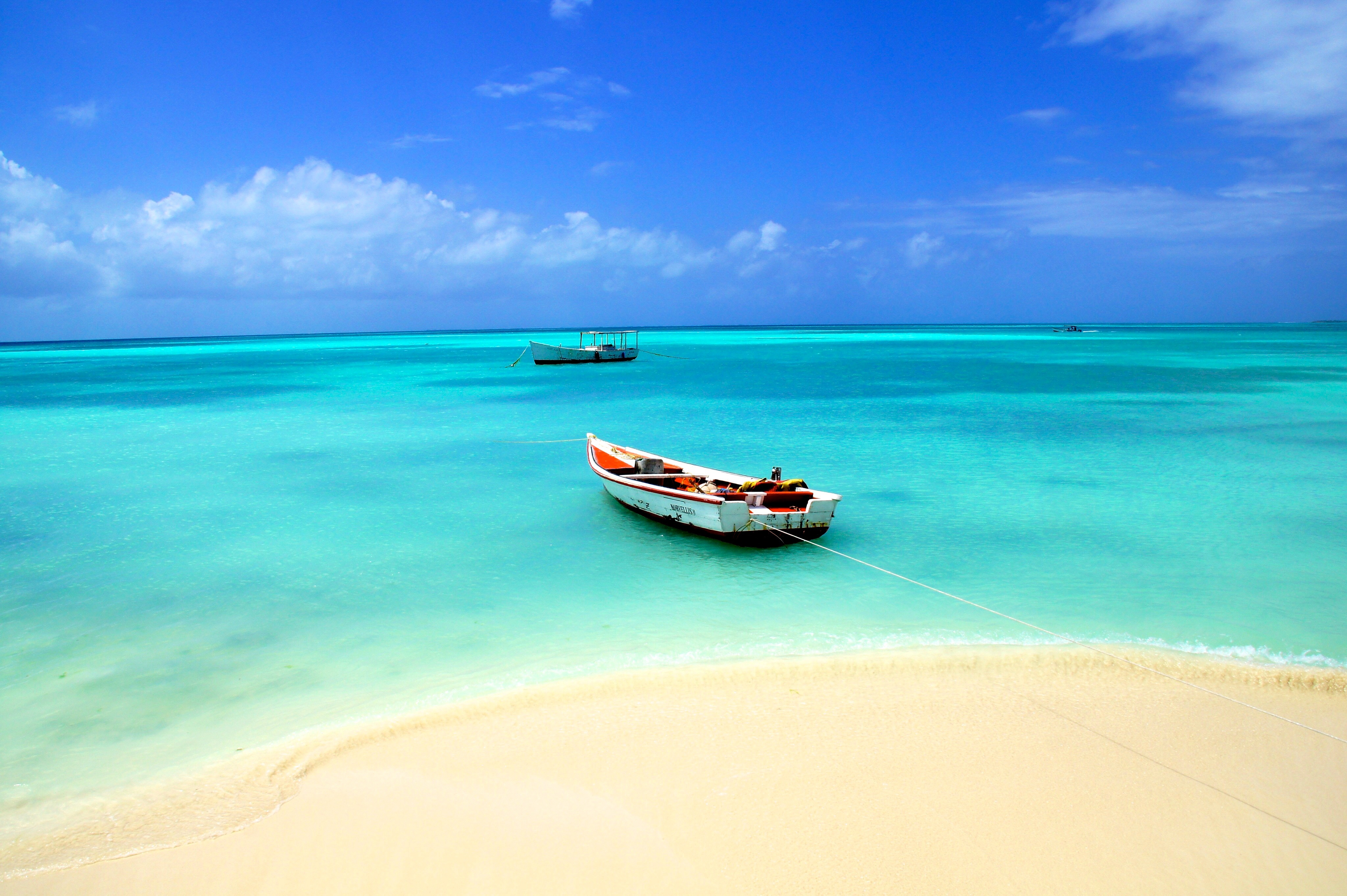
Pescadores en los Roques

El Parque Nacional Archipiélago de Los Roques, un destino caribeño de aguas cristalinas y arrecifes emblemáticos, enfrenta una crisis ambiental acelerada por la proliferación de construcciones ilegales y la ausencia de supervisión estatal. Este deterioro se evidencia en la alteración del paisaje natural, la destrucción de manglares y la contaminación hídrica, amenazando un ecosistema único que alberga biodiversidad marina y terrestre.
En años recientes, inversiones privadas han impulsado la edificación de estructuras que violan las normativas del parque. Posadas que se expanden con terrazas funcionales como segundas plantas, así como discotecas y restaurantes que generan ruido constante, han alterado la tranquilidad del archipiélago. La Sociedad Venezolana de Ecología (SVE) ha alertado que estas obras implican destrucción de manglares, rellenos de lagunas y movimientos de arena, afectando el equilibrio ecológico. Además, espigones construidos con materiales de cerros, sin estudios de impacto ambiental, han modificado corrientes marinas y sedimentación, poniendo en riesgo corales y praderas submarinas.
Expertos advierten que el aumento desmedido de visitantes podría superar la capacidad de carga del archipiélago, generando exceso de desechos y presión sobre servicios públicos como agua y energía. La contaminación lumínica de las construcciones, además, desorienta a especies como tortugas marinas y aves que anidan en la zona.

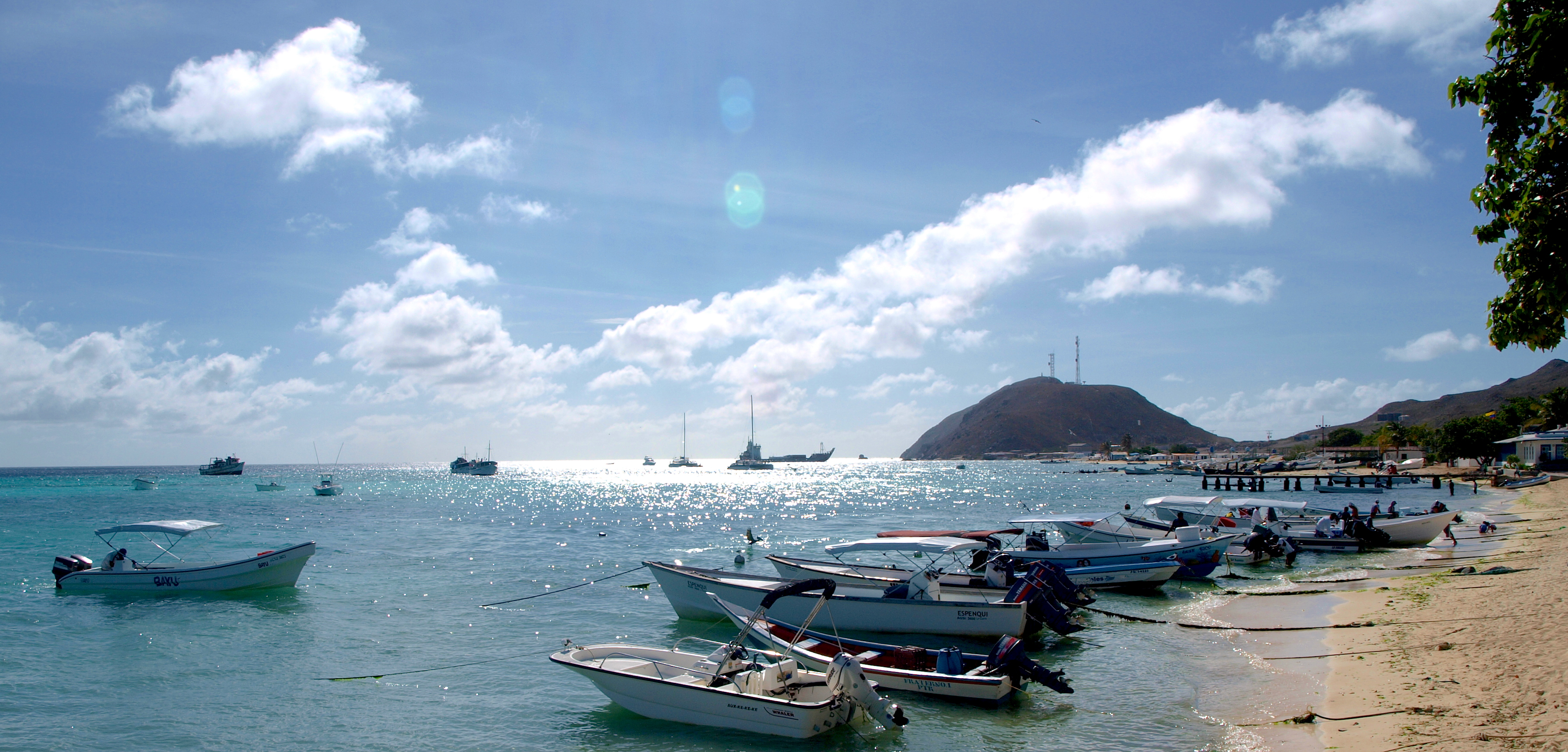
Lanchas en la isla Gran Roque

Aunque en 2004 se prohibieron nuevas concesiones turísticas, este decreto no se ha actualizado desde 2014, permitiendo que las construcciones ilegales continúen. La falta de mantenimiento de infraestructuras críticas como plantas de energía,  ha colapsado servicios básicos. En El Gran Roque, la basura se incinera en lugar de transportarse a tierra firme, mientras las aguas residuales se vierten en una laguna de oxidación que frecuentemente se desborda. La crisis de combustible agrava la situación, obligando a lancheros a depender de la reventa ilegal de gasolina.
Desde 2011, Los Roques forma parte del Territorio Insular Miranda, administrado directamente por el Ejecutivo. Según algunos residentes, esta estructura ha aumentado el secretismo y limitado el acceso a información sobre proyectos y su impacto ambiental, facilitando la impunidad de violaciones ecológicas.

## Política y gobierno
El archipiélago de Los Roques, es dependencia federal desde 1938, declarado parque nacional en 1972 que no posee ni gobernador ni alcalde, en su lugar está administrado como parte del Territorio Insular Miranda, que es gestionado directamente por el Ejecutivo Nacional a través de un jefe de Gobierno, un funcionario de libre nombramiento y remoción. El actual jefe de Gobierno es el contralmirante Aníbal Coronado, quien asumió el cargo en 2023.
Entre 1990 y 2012 existió una autoridad única de área exclusivamente para los Roques, liquidada para dar paso a una nueva estructura administrativa, que incluye además de Los Roques, al archipiélago de Las Aves y La Orchila.

### Poder ejecutivo

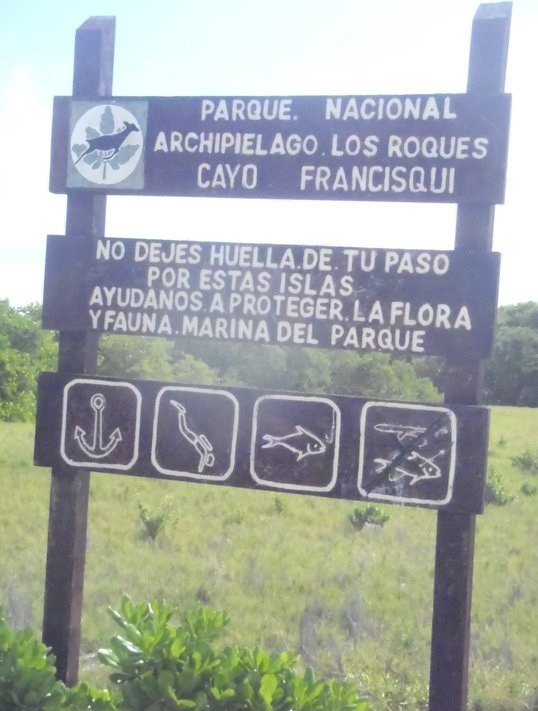
Cartel del Instituto Nacional de Parques (Inparques) en Cayo Francisquí, Venezuela

De acuerdo a lo establecido en el Reglamento Orgánico de la Jefatura de Gobierno del territorio insular de Miranda, está integrado por un jefe de Gobierno, un secretario general de gobierno, una Consultoría Jurídica y varias secretarías, Direcciones y entes desconcentrados y descentralizados. El jefe de Gobierno es un funcionario de libre nombramiento y remoción por el presidente de Venezuela. Permanece en el cargo mientras goce de la confianza del gobierno central en Caracas.

### Poder legislativo
El archipiélago de Los Roques no tiene poder legislativo propio. Al formar parte del territorio insular de Miranda (una subdivisión de las dependencias federales de Venezuela) su presupuesto y sus leyes son establecidos por el gobierno central o nacional de Venezuela, a través de la asamblea nacional con sede en Caracas, que fija el presupuesto y controla la acción del gobierno.

### Territorio insular
Con fecha 11 de enero de 2012 y publicado en Gaceta Oficial número 39.840 de la República Bolivariana de Venezuela se promulga el decreto Nro. 8.769 mediante el cual se dicta el reglamento del decreto con rango, valor y fuerza de ley de creación del territorio insular Francisco de Miranda. 
En el mismo, se establece la supresión y liquidación de la autoridad única de área del Parque Nacional Archipiélago los Roques, hecho que se materializa definitivamente en septiembre del año 2012, dándole paso a una nueva organización territorial como lo es el territorio insular Francisco de Miranda.
El territorio se rige por la Ley Orgánica de las Dependencias Federales y Territorios Insulares de 2011 y por lo establecido en la Constitución de Venezuela de 1999 que afirma que todo lo relativo a la organización de las dependencias federales y el distrito capital es competencia del poder ejecutivo nacional.

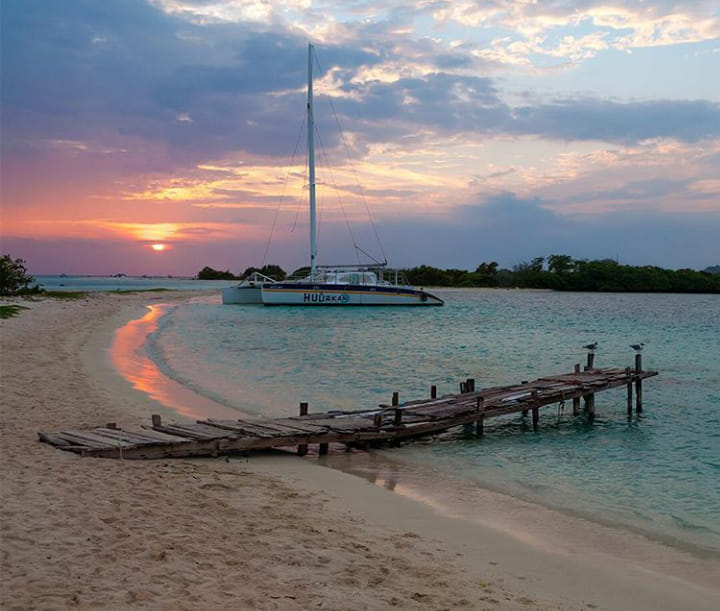
Muelle de Cayo Pirata, Los Roques

## Demografía
La población de los Roques se concentra básicamente en la isla de Gran Roque y en menor medida en sus cayos adyacentes, para 1941, se estimó en unas 484 personas, para 1950 alcanzó las 559, y en 1987 663 habitantes fijos. Según el censo venezolano de 2001 se contabilizaron 1.209 habitantes, para 2008 se estima que el número de sus habitantes ronda los 1800.
Su crecimiento se ve limitado debido a las restricciones que implicó la declaratoria como parque nacional en los años 70.
La mayoría de la población es de origen margariteño que llegaron a las islas principalmente para dedicarse a la pesca desde principios del siglo XX además de la presencia de pequeños grupos de extranjeros (sobre todo italianos).

### Pueblo del Gran Roque

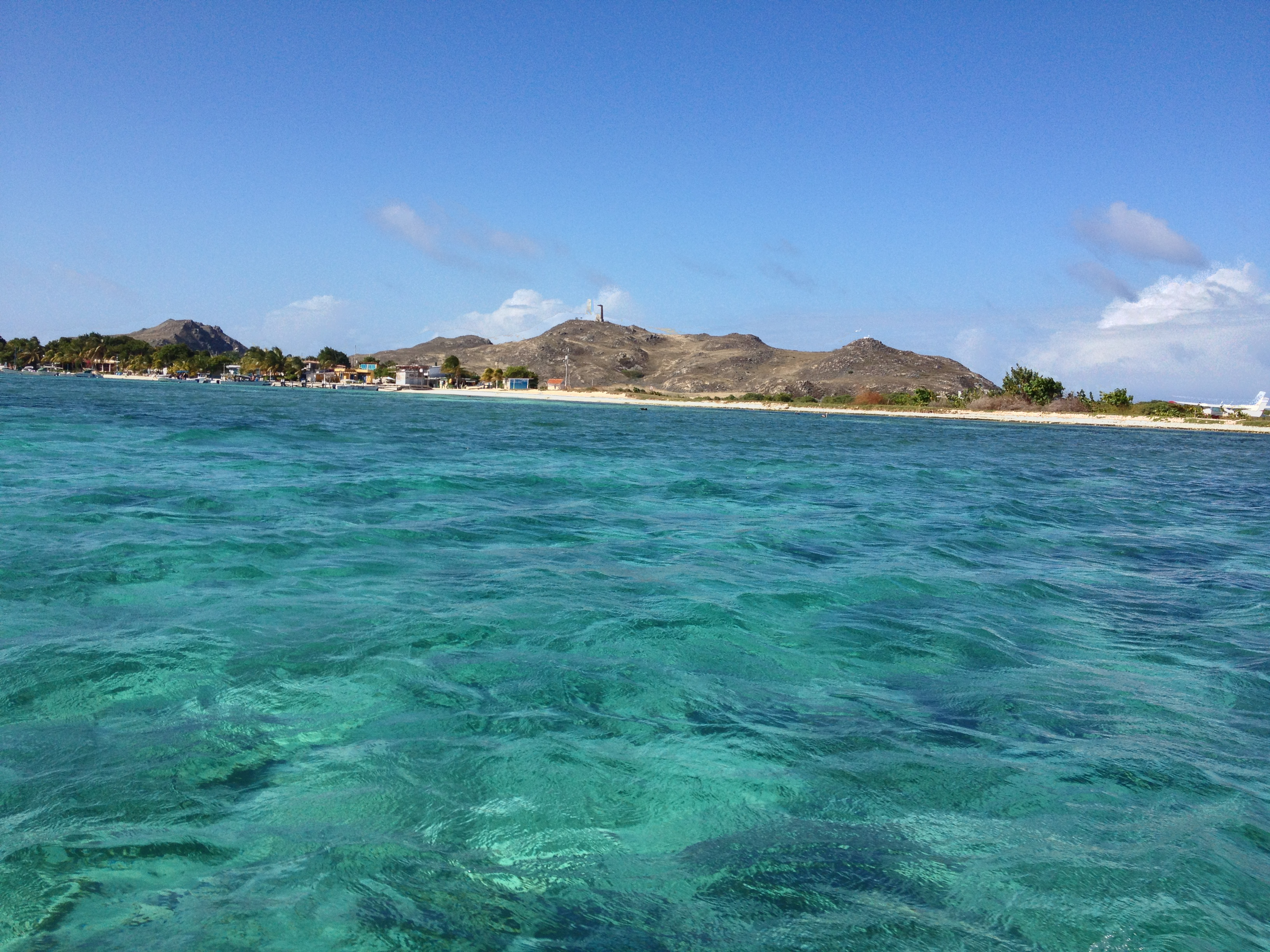
Gran Roque, capital del archipiélago

El pueblo del Gran Roque es la principal localidad del archipiélago, se trata de un pequeño poblado que consta de 7 calles de arena que son: la calle Principal, calle Bolívar, La Plaza, la Iglesia, las Flores,  la Laguna y la Gallera . Es la sede de la autoridad única de gobierno, hay además un puesto de Inparques, una comisaría, un puesto de la Guardia Nacional de Venezuela, un pequeño estadio, escuela, ambulatorio, banco, una Iglesia católica, un Comando de Guardacostas de la Armada de Venezuela, la Superintendencia de Instituto Nacional de Parques, y otros organismos públicos privados. El aeropuerto está ubicado al borde del mar, a escasos metros de la playa, está separado del pueblo por una Laguna ubicada al este y norte del poblado.

## Economía

### Turismo

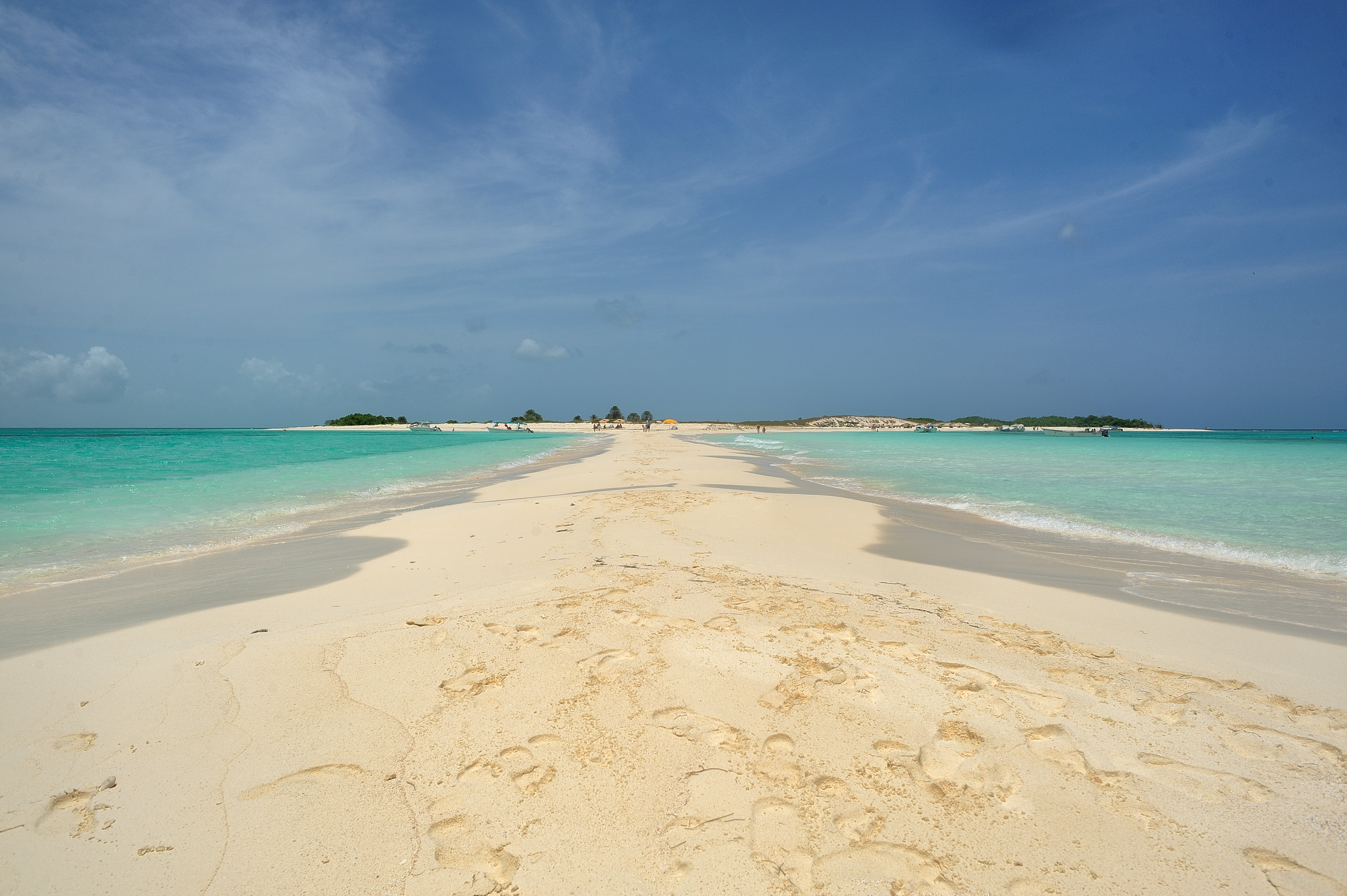
Cayo de Agua

Las actividades turísticas han sido estimuladas por sus playas de arenas blancas, navegación recreativa en diversos tipos de embarcaciones como kayak, velero, bote de remo y catamarán (en todo el parque se impone un límite de 80 pies de eslora); windsurf, buceo o submarinismo sin tanques, pesca deportiva con caña, observación de aves y excursiones a pie. Inparques, el organismo estatal encargado del cuidado y manejo de los parques nacionales de Venezuela, tiene designados varios lugares para acampar.
Otros atractivos turísticos son la festividad de la Virgen del Valle, anualmente en la segunda semana de septiembre, y el Festival de la Langosta en noviembre, cuando comienza la temporada de pesca. 
Aunque es uno de los puntos turísticos más paradisiacos, en 2018 el archipiélago sufría una importante crisis económica al igual que el resto del país. Esto derivó en la pérdida de poder adquisitivo de la población, inflación, dolarización de la economía, entre otros factores. Además, la inestabilidad política y social que vive el país ha generado una reducción importante del número de turistas extranjeros, una situación empeorada por los constantes cierres de frontera decretados por Nicolás Maduro y la reducción de vuelos internacionales al país sudamericano.

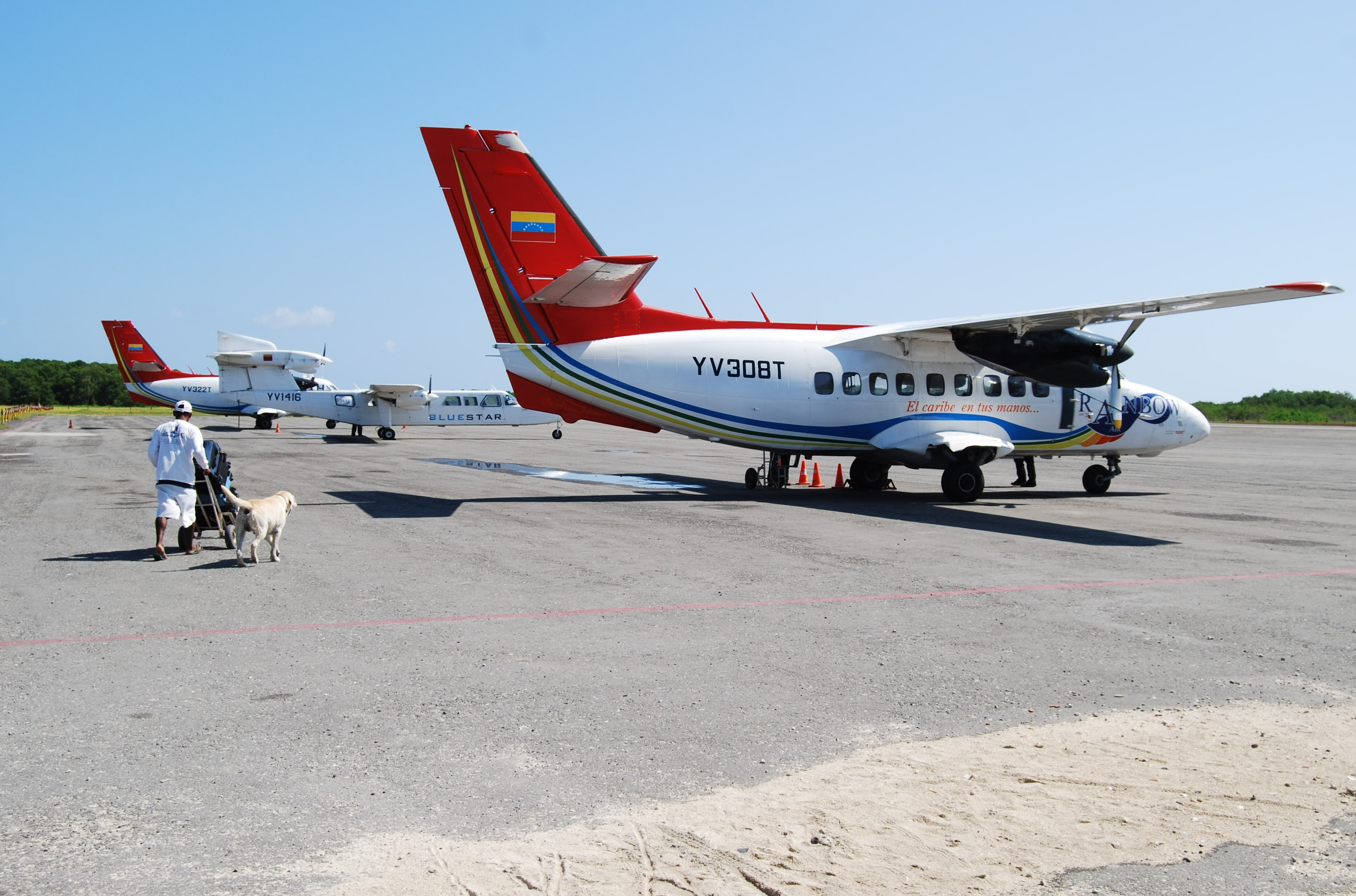
Aviones en el Aeropuerto de Los Roques

## Transporte
Se puede llegar a las islas desde tierra firme venezolana, básicamente usando 2 medios: por vía aérea con vuelos operados por SASCA Airlines, Conviasa y Aerocaribe entre otras que salen desde Maiquetía, Porlamar , Higuerote y Valencia (y de otros aeropuertos venezolanos usando avionetas y vuelos chárter) que aterrizan en el único aeródromo disponible (Aeropuerto Los Roques) y por vía marítima, en un crucero que pasa por las islas saliendo de La Guaira, en ambas casos se tiene que llegar primero a Gran Roque y de allí tomar botes a las otras islas y cayos.

## Cultura

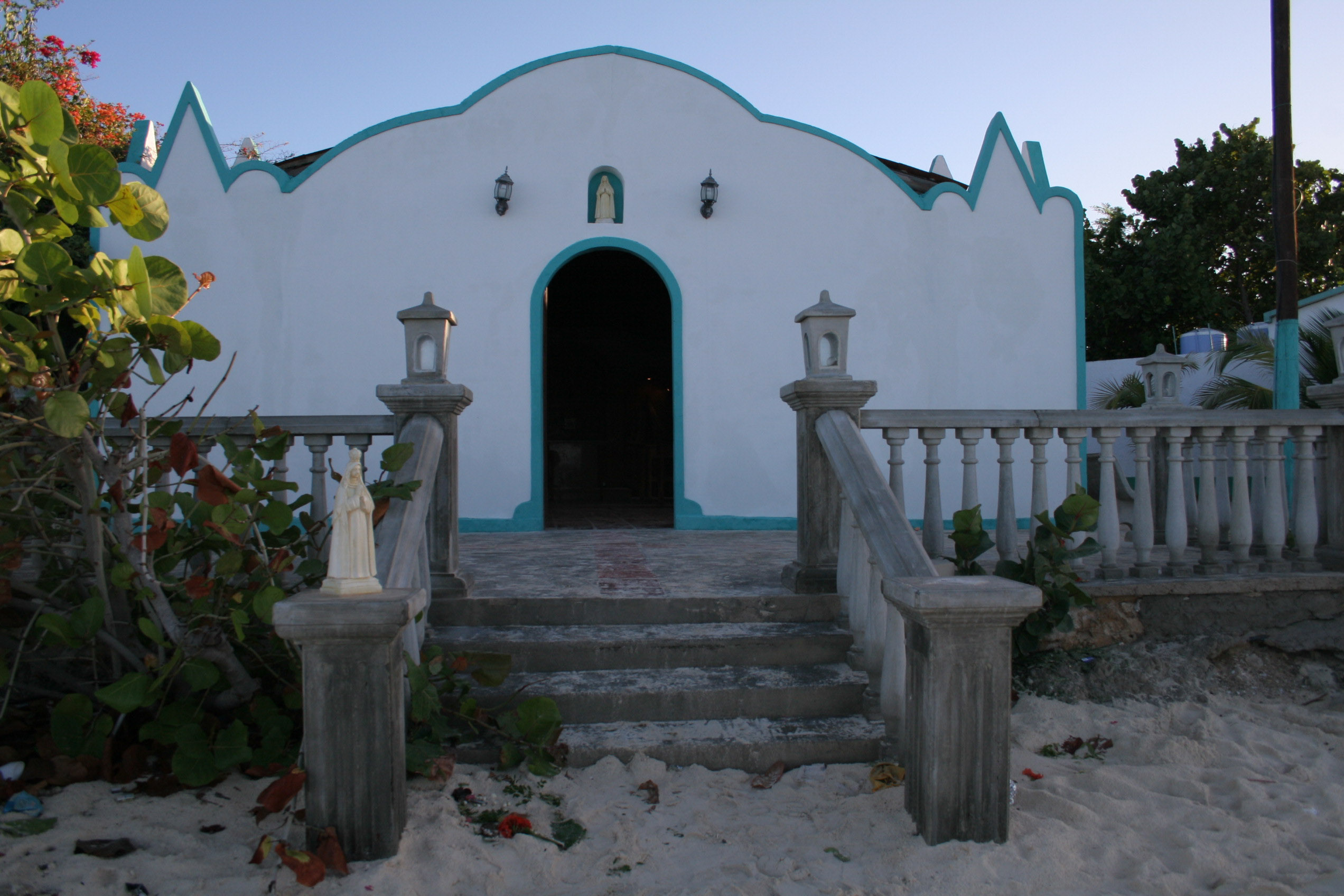
Iglesia de Nuestra Señora de El Valle (Virgen del Valle), Archipiélago de los Roques,

Como en el resto de Venezuela las principales celebraciones y manifestaciones culturales del Archipiélago de Los Roques están vinculadas a eventos religiosos en particular aquellos vinculados al Cristianismo en su mayoría festividades vinculadas a la Iglesia Católica, como la Semana Santa o la Navidad. 
Además de otros que llegaron a la isla como consecuencia de la migración de otras islas caribeñas especialmente de la Isla de Margarita (Estado Nueva Esparta). Un ejemplo común de esta influencia de otras regiones venezolanas es la fiesta del Virgen del Valle un advocación mariana que es popular en el oriente del país.

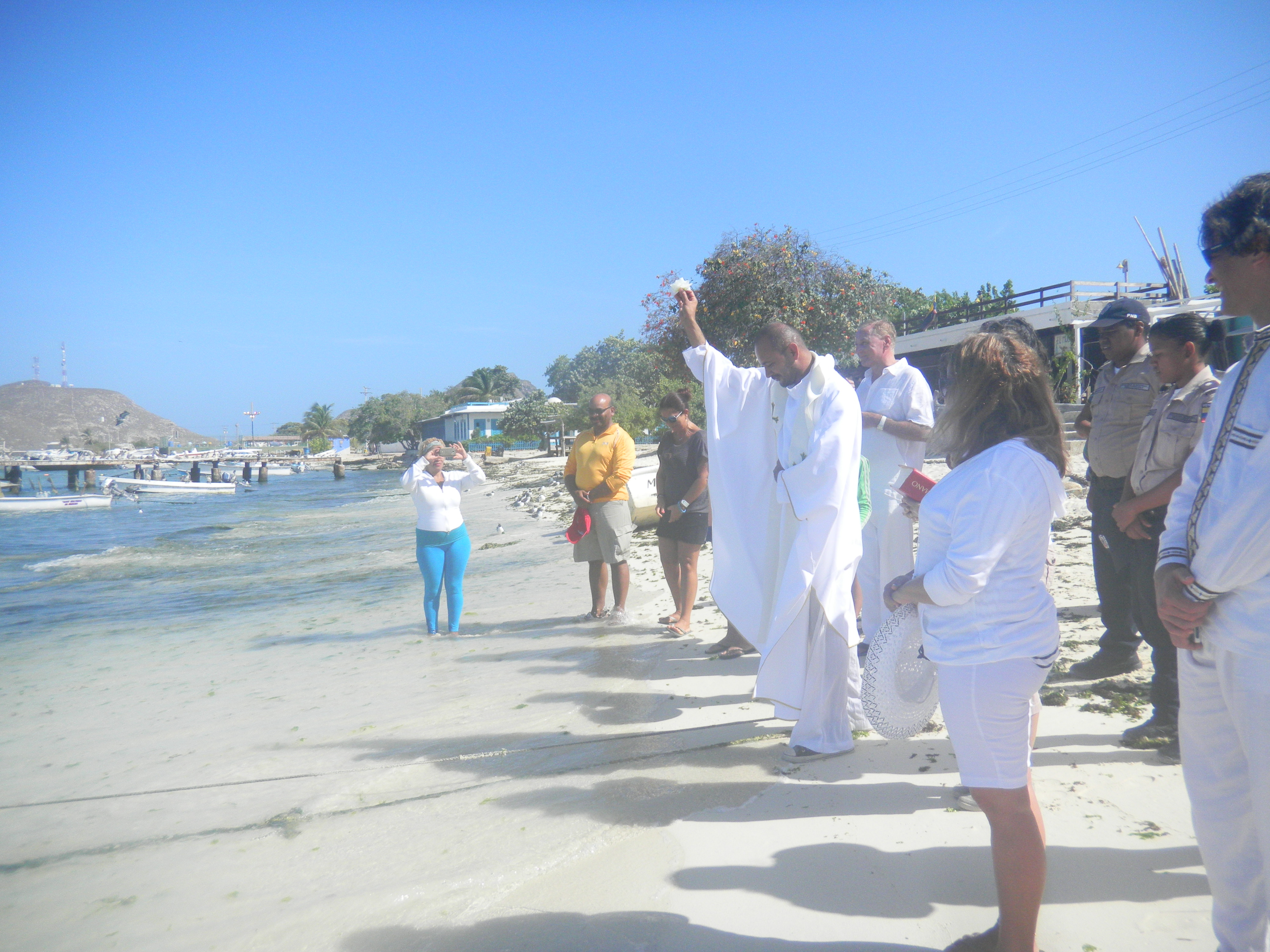
Celebración Religiosa con motivo del Domingo Santo (Pascua) en el Gran Roque, Los Roques.

Bailes, fiestas y juegos tradicionales son celebrados en diversas islas en honor a esta festividad religiosa. En los Cayos de Francisquí se encuentra sumergida una estatua de la Virgen María fundida en bronce que es un recordatorio permanente de estas tradiciones. La Virgen del Valle es localmente considerada protectora de los ''pescadores y el Mar'', y patrona de la Isla de Margarita y del Oriente Venezolano. Una procesión en botes desde Crasqui hasta Gran Roque es realizada anualmente por esta razón.
Otra celebración anual son los Carnavales de Los Roques fechas en las que se suelen organizar eventos musicales, danzas y desfilesEl Festival de a La Langosta se inicia en noviembre de cada año cuando formalmente empieza una nueva temporada de Pesca en las islas.

### Cultura popular
- El cantante puertorriqueño Arcángel publicó una canción en colaboración con el cantante español Quevedo, titulada «Los Roques» en el álbum de estudio Sentimiento, Elegancia y Más Maldad.

## Deporte
En la Isla Gran Roque se encuentra un campo de Béisbol y Softbol llamado estadio de Béisbol Los Roques, donde por temporadas se ha jugado la Copa Virgen del Valle. En otras islas y cayos del parque nacional se practican diversidad de deportes acuáticos incluyendo submarinismo, surf, kitesurf, Windsurf, sportfishing, Pádel, esnórquel, kayak,  competencias de Vela y más.

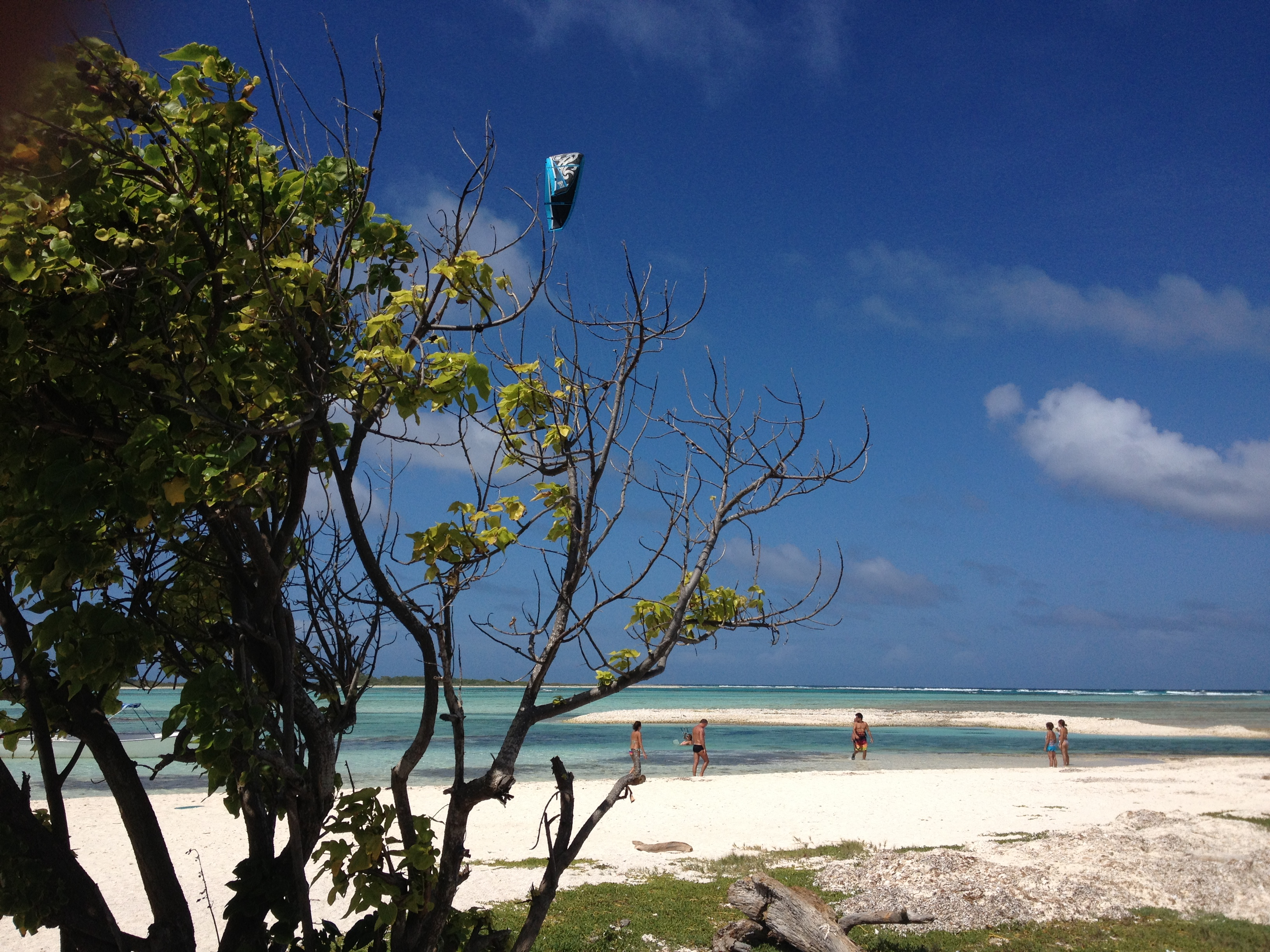
Práctica de Kitesurf en la isla Francisquí del Medio (cayos de Francisquí) en Los Roques

También en Gran Roque se encuentra una Cancha techada de usos múltiples (Baloncesto, futbol sala, voleibol etc) que fue inaugurada en 2017 y ha sido renovada varias veces.
La promoción de actividades deportivas y el mantenimiento de las instalaciones esta bajo la responsabilidad de la Secretaría de Deporte del Territorio Insular Miranda cuyo secretario es un funcionario de confianza del jefe de Gobierno de la región.